# Adriaan van Mechelen
Adriaan van Mechelen (Habsburgse Nederlanden, 16e eeuw) was een minderbroeder en schrijver van 3 boeken bestemd voor volksdevotie. 

## Levensloop
Van Adriaans leven in de eerste helft van de 16e eeuw is weinig bekend. Hij was minderbroeder in het klooster van Brussel. De hoofdzetel van de minderbroeders was toen in Mechelen. De naam van Mechelen kan verwijzen naar zijn geboorteplaats ofwel naar de hoofdzetel van de minderbroeders. Adriaan meende in het Nederlands te moeten schrijven, aangezien protestanten zich in de volkstaal rechtstreeks tot de gelovigen richtten. Zo kon de rooms-katholieke leer voor hem hierin niet achterblijven. Hij formuleerde het belang van de volkstaal als volgt: Waerom en soude men dan oock niet onder die ghemeynte ende simpele, goede leeringhen moghen saeyen ende in onse ghemeyne sprake bescriven? Dit betekent zo veel als: Waarom zou men ook niet de goed menende, eenvoudige en goede (Roomse) leer bespreken en beschrijven in de volkstaal ?

## Werken
Drie werken heeft hij gepubliceerd:
- Een salich ende profitelijck onderwijs vander Biechten, gecolligeert uuter heylger Scriftueren, ende doctoren der heyligher kercken (1550). Dit is een devotieboek ter stimulatie van de biecht. Om de gebeden voor de biecht gemakkelijk te onthouden, schreef hij deze in rijmvorm voor de gelovigen.[2]
- Onderwijsinghe ende instructie, oe hem een yeghelijck sal bereyden ter tafelen Gods te gane ende te ontfanghen dat weerde heylighe Sacrament(1550). Dit devotieboek behandelt de communie voor de rooms-katholieke gelovigen. In deze periode vlak voor het Concilie van Trente werd de communie zeldzaam ontvangen. Adriaan wilde juist de communie stimuleren. Wanneer de gelovige niet in staat was communie te ontvangen, stelde hij een geestelijke communie voor, dit wil zeggen, virtueel via gebeden beleefd. De communie was bedoeld voor volwassenen. Adriaan pleitte daarnaast voor de invoering van de kindercommunie, eeuwen voordat de roomse kerk deze invoerde[3].
- Een 16e-eeuwse versie (1551) van de Spieghel der Volcomenheit, een werk uit de 15e eeuw. Een andere minderbroeder uit de Nederlanden, Hendrik Herp, had dit geestelijk werk een eeuw eerder geschreven. Adriaan zette dit populair werk om in de spelling van de 16e eeuw, op vraag van zijn orde, de minderbroeders of franciscanen.[4]